# 連結納税
連結納税（れんけつのうぜい）とは、経済実態上は一体とみなしうる企業グループ（例えば親会社とその100%子会社、孫会社等）を課税上も一体の組織とみなして取り扱う制度である。国により制度の仕組みがまちまちであるものの、アメリカ、フランス、ドイツ、イギリスなどではそれぞれ長い歴史を持っている。また、近年日本やオーストラリアでも導入された。

## 沿革

### 日本
政府機関レベルで連結納税制度について論議がなされたのは、昭和42年5月 企業会計審議会答申『連結財務諸表に関する意見書』の「財務諸表を制度化するには、連結に関する会計慣行を育成するとともに…その受入態勢を整備するため」という件においてであった。これは、昭和40年3月に出された監査態勢の充実強化についての大蔵大臣からの諮問に答えたものである。この頃、粉飾決算による倒産事件が多発し、特に子会社を利用しての財務諸表の粉飾がその原因となっていたものが多かったため、支配従属関係にある会社の監査充実を主目的として、連結財務諸表制度の導入が諮問された。しかし、この意見書では、会計に関する制度の改善を図る方策の一環として「税法の諸規定との調整を図ること。連結納税申告制度を採用する方向においてその具体的な内容について検討の要がある」と述べるに止まっている。さらに、証券取引法の連結財務諸表制度確立の直接の基礎となった昭和50年6月企業会計審議会答申『連結財務諸表の制度化に関する意見書』においても、連結納税制度の導入については触れられてはいない。

そして、近年における連結納税制度の論議は、平成8年3月経済団体連合会『連結納税制度に関する提言』において、「我が国経済の抜本的な構造改革は、21世紀に向けての不可欠課題である。経済活力の源泉たる企業活動の一層の効率化、活性化を目指し、企業は懸命にリストラを進めている。…分社化を選ぶか、社内部門での経営を選ぶかといった選択肢に対し、本来、税制は中立であるべきであり、事業形態によって税制上の不利益が生じることがあってはならない。親子会社の経済的一体性を重視した税制として連結納税制度を早急に導入すべきである。」と提言したことにより始まる。これは、日本経済のグローバル化・ボーダーレス化に伴う国際的競争の激化を身近に感じている経済界を中心に、日本企業の競争相手である米国およびEU加盟のヨーロッパ諸国においては既に連結納税制度を導入していることもあり、税制面においても欧米諸国の企業と同等の条件となる連結納税制度の導入を強く希望していたためである。

この経済団体連合会の提言に答える形で、平成8年11月税制調査会法人課税小委員会報告において、「わが国企業の活性化を図る観点から企業の分割を促進するため、あるいは企業形態に対する税制の中立性を維持することをその理由として、連結納税制度の導入が必要であるとの意見がある」と述べ、「連結納税制度については、今後、商法や企業会計の分野で連結納税制度等がどのように制度化され定着するか、企業経営の実態が連結納税制度に相応しいものとなるか、そうした変化を踏まえて国民がこの制度をどう認識するか注視していく必要がある」として、「これらを踏まえて、引き続き研究課題とすべきであろう」と結んでいる。しかし、翌年の平成9年12月税制調査会『税制改正に関する答申』においては、「連結納税制度については、今後、企業経営の実態や商法等の関連諸制度のあり方、さらには、租税回避や税収減の問題といった諸点を踏まえつつ、引き続き検討を深めていく必要がある問題です。」としており、まだこの時点では、連結納税制度の導入には必ずしも積極的ではない。

翌々年の平成10年12月税制調査会『税制改正に関する答申』においては、「分社化や持ち株会社化などの企業の組織形態の多様化に対応する観点や、経済の急速な国際化が進展する中、国際競争力の維持・向上に資する観点などから、企業集団をいわば一つの「課税単位」とする連結納税制度について、まずは、専門的・実務的観点から、法人税小委員会において本格的な分析・検討を行うことが適当と考える。」としており、前向きに取り組もうとする姿勢が見受けられ、平成11年度『税制改正大綱』では、「日本経済を支える企業の国際競争力を諸外国と同等の条件とし、日本経済の活性化を促すため、2001年を目途に連結納税制度の導入を目指すこととする。」と述べ、連結納税制度の導入についての関心が非常に高まってきた。

連結納税制度の本格的議論が深まったのは平成13年6月の税制調査会法人税小委員会においてであり、10月9日に最後のまとめを出すといった非常に短い期間で議論され、平成14年度『税制改正大綱』においてようやく実施される運びとなった。

## 連結納税の特色

### 親子の所得・欠損の通算
親会社から見て出資割合が高い子会社は、その私法上の性質は親会社とは別人格であるものの、経済実態上は親会社の支店や事業部と変わらないものとも考えられる。伝統的な税制では、支店等に生じた損失は、親会社の利益と通算されるのに対し、別人格である子会社の損失と親会社の利益との通算は認められないとされてきた。この点、連結納税を選択すれば、人格の異なる法人であっても損益通算が可能となる。
ただし、前述の損益通算は、一方で租税回避にも繋がりかねない。例えば、欠損金を多額に有する赤字法人の株式を100%取得しておいて、これをグループ内の黒字法人の所得と通算させるが如き事態が想定される。このような事態に対しては、アメリカではSRLYルール等が用意され、また、日本では、連結に参加する子会社の欠損金の原則切捨て及び参加時の資産の時価評価をもって対抗している。

### グループ内の利益・損失の繰延べ
グループ内で資産の譲渡を行ったとしても、グループ全体では利益を稼得したことにはならないと考えられるため、このような内部利益を課税対象としない措置が講じられる。具体的には、グループ内部の取引によって生じた会計上の利益・損失は、税務上はその反対符号の金額を損金・益金に算入して課税の繰延べを行い、グループ外に資産を売却するなどの時に、改めて同額を益金・損金に算入して課税対象とする。

### 投資修正
この他、連結納税に特徴的な制度として、投資修正(Investment Adjustment)がある。この制度は、投資価額修正、株式簿価修正などとも呼ばれる。
この制度は、連結親会社が自己の保有する連結子会社株式を譲渡した場合の譲渡益又は譲渡損と、その連結子会社がグループ内で受けた所得課税又は欠損控除との二重課税又は二重控除を排除するための制度である。すなわち、連結子会社は利益を稼得すれば連結所得に反映されグループとして課税を受けるが、更にその子会社の株式が売却されると、株式は会社の資産状態を反映するものでもあるから、儲かった分だけ株式の市場価値は理論上は上昇しており、結果売主は売却益を得る。したがって、子会社の利益に対する課税と売主の売却益課税に二重課税が生じることから、これを回避するために、株式の売却直前の簿価（譲渡原価）を嵩上げしてやって、株式譲渡益の圧縮を図る制度である。
アメリカ、日本ではこの制度を導入しているが、フランス、ドイツでは行われていない。

## 企業会計との関連
連結納税制度と会計分野における連結会計とは、その手法や目的が異なるため、例えば連結会計における連結利益を基礎として課税連結所得を算出するようなことはない。

連結会計においては、子会社の範囲は実質支配基準に基き、親会社の持株比率が過半数であれば原則として子会社に該当することとされる。

連結納税における連結グループの範囲は、各国の制度によって異なる。日本の連結納税制度においては、親会社と親会社が直接又は間接に100%支配している内国会社のみが連結納税グループに含まれる。一方、アメリカやイギリスの制度では、100%子会社以外も対象となり得る。

## 連結納税制度

### 日本
日本では、平成14年度に導入された。制度としては、アメリカ型の本格的な連結納税制度であるが、随所に日本独自の規定がちりばめられている。
連結納税を行おうとする親会社と全ての100%子会社は、連結事業年度開始の6か月前に連名で申請することとされている。グループとしては選択制であるが、全ての100%子会社が対象となる意味で強制連結である。なお、アメリカにおいては事前の申請は必要とされておらず、連結申告書の提出があると、全ての連結法人の合意があったものとみなされることとされている。
申請が承認（みなし承認の場合もある）されると、親会社は連結親法人、子会社は連結子法人と呼ばれる。
連結納税の適用開始に当たっては、親会社に5年以上株式を長期保有されている子会社など一定の子会社を除き、原則として子会社の有する繰越欠損金を連結申告において損金の額に算入できない。これは、赤字子会社を安く買収して連結グループにおいて欠損金を損益通算することを防止する目的とされている。
また、その子会社が有する一定金額以上の資産を時価評価することが必要とされる。これも、多額の含み損を抱える法人を安く買収して、連結グループに加入後に売却損を計上するなどの租税回避に対抗するためとされる。これらは、日本の連結納税制度の一特徴である。
連結法人間での資産の譲渡の損益調整については、アメリカほど厳密な制度とはしておらず、資産に金額基準を設けているほか、棚卸資産については調整対象外としている。また、減価償却資産、繰延資産については、譲渡先の償却費計上の金額に係らず繰延損益を機械的に取り戻す簡便法が認められている。
グループ計算を行う項目としては、受取配当等の益金不算入額、寄附金の損金不算入額、交際費等の損金不算入額、外国税額控除制度における控除限度額計算がある。また、租税特別措置法における各種所得控除においても、各連結法人ごとの限度額のほかに、グループ全体での所得控除上限が設けられている。
連結納税制度は、2002年（平成14年）4月1日以後に開始し、かつ、2003年（平成15年）3月31日以後に終了する事業年度から適用されている。但し、同制度は「グループ通算制度」へ移行することとなり、2022年（令和4年）4月1日以後に開始する事業年度より廃止された。

#### 基本的な仕組み
(a.)適用法人・適用方法（法人税法4条2項，3項）

(1)連結納税制度適用法人は内国法人である親会社（完全子会社は除く）と、その親会社に発行済議決権株式の全てを直接的に又は間接的に保有される全ての内国法人（完全子会社）とする。

(2)親会社は普通法人と協同組合等に、完全子会社は普通法人に限る。

(3)連結納税制度適用は選択制とし、連結納税制度を選択する場合には、原則として、適用しようとする事業年度の6か月前までに承認申請書を提出し、その事業年度の開始前に国税庁長官の承認を受けるものとする。また、一旦選択した場合には継続して適用するものとする。

(4)親会社は、連結所得に対する法人税の申告及び納付を行う。

(5)連結納税制度適用を受けた完全子会社は、連帯納付責任を負うものとし、連結所得の個別帰属額等を記載した書類を税務署に提出する。

(6)連結時事業年度は、親会社の事業年度に合わせたものとする。

（b.）連結所得金額及び連結税額の計算（法人税法81条10項）

(1)連結所得金額・連結税額の計算の基本的な仕組み

イ.	連結所得金額は、連結グループ内の各法人の所得金額を基礎とし、所要の調整を加えた上で、連結グループを一体として計算する。

ロ.	その上で、連結税額を連結グループ内の各法人の個別所得金額又は個別欠損金額を基礎として計算される金額を基礎として計算される金額を基にして連結グループ内の各法人に配分する。

(2)連結グループ内の法人間の取引

連結グループ内の法人間で、資産（固定資産，土地等，金銭債権，有価証券または繰延資産（これらの資産のうち帳簿価額1,000万円未満のものを除く）とする。）の移転を行ったことにより生じる譲渡損益は、その資産の連結グループ外への転売等の時に、その転売を行った法人において計上する。

(3)利益・損失の二重計上の防止

連結納税制度適用を受けている完全子会社（以下「連結子会社」という）の株式を譲渡する場合、適用を取りやめる場合等には、その譲渡等の時において、その連結子会社の株式の帳簿価額の修正を行う。

(4)連結欠損金額（法人税法81条9項1号，2号）

イ.	連結欠損金額は、5年間で繰越控除する。

ロ.	連結納税制度適用開始前に生じた欠損金額は、親会社の前5年以内に生じた欠損金額等一定のものに限り、連結納税制度の下で繰延控除する。

ハ.	連結納税制度の適用を取りやめる場合、連結子会社が連結グループから離脱する場合等には、連結欠損金額の個別帰属金額をその取りやめる親会社若しくは連結子会社又は離脱する連結子会社に引き継ぐ。

(5)連結所得に対する法人税率（法人税法81条12項，負担軽減措置法16条，租税特別措置法68条8項，100項，108項）

イ.普通法人である親法人の税率　23.2%

ロ.中小法人である親法人の軽減税率（年800万円以下の部分）　19% 

ハ.協同組合等である連結親法人の軽減税率　20%

ニ.特定の医療法人である連結親法人の軽減税率　20%

ホ.特定の協同組合等である連結親法人の税率（年10億円超の部分）　22% 

（c.）連結グループからの離脱（法人税法4条5項）

連結グループから離脱した法人は、その事業年度開始の日に離脱したものとみなされ、5年間再加入は認められない。

#### 租税回避行為の防止（法人税法132条3項）
多様な租税回避行為に適切に対応するため、包括的な租税回避行為防止規定等を設ける。